# Jessica Bendinger
Jessica Bendinger född 10 november, 1966, Illinois, är en amerikansk manusförfattare, regissör och filmproducent. 

## Filmografi

### Regissör
- 2000 - Bring It On
- 2005 - Wedding Date

### Producent
- 2006 - Stick It

## Manusförfattare
- 2000 - Bring It On
- 2001 - Sex and the City
- 2004 - First Daughter
- 2006 - Aquamarine
- 2006 - Stick It